# Auf Weiß II
Auf Weiß II is een schilderij uit 1923, vervaardigd in olieverf op doek door de Russische-Franse kunstenaar Wassily Kandinsky. Het werk ontstond tijdens zijn periode als docent aan het Bauhaus in Weimar en werd oorspronkelijk opgehangen in de eetkamer van het appartement van Wassily en Nina Kandinsky aan de Bauhaus-school in Dessau. Sinds 1976 bevindt het schilderij zich in de collectie van het Musée National d'Art Moderne in Parijs, geschonken door Nina Kandinsky.
De compositie van het schilderij kenmerkt zich door diagonalen en geometrische vormen, zoals lijnen, cirkels, halve cirkels, driehoeken, vierkanten, een schaakbordpatroon en een zwart gebied in het midden van de kruisende figuren. Opvallend is een bruinachtig-grijze trapezoïde, die doet denken aan de suprematistische stijl van de Oekraïense schilder Kazimir Malevich, een kunstenaar die Kandinsky bewonderde. De witte achtergrond van het schilderij geeft de indruk dat de geometrische vormen en hoofdassen, met emblemen van het suprematisme in het midden van de compositie, vrij zweven in een eindeloze ruimte, wat een gewichtloos effect creëert.
Kandinsky maakte op 22 december 1922 een voorstudie in aquarel en Chinese inkt op papier, die nu ook deel uitmaakt van de collectie van het Musée National d'Art Moderne. Het definitieve schilderij werd tussen februari en april 1923 voltooid en is een herwerking van een eerder werk uit 1920 met een soortgelijke diagonale compositie. De kunstenaar zag zijn werk als een strijd tegen de koppige aard van het doek, waar de penseel de wilde maagdelijke natuur als een Europese kolonist overwint.
De ontvangst van het schilderij varieert, waarbij kunsthistorica Vanessa Morisset het ziet als een draaikolk van centripetale krachten die uit het oppervlak voortkomen. De witte achtergrond wordt geïnterpreteerd als helderheid en eenvoud, wat suggereert dat Kandinsky's worsteling met het doek succesvol was. Volgens kunsthistorica Macha Daniel domineert in het midden van het schilderij een massieve vorm die de zwaartekracht lijkt te negeren, waarbij traditionele landschapselementen zijn vervangen door driehoeken en scherpe uitsteeksels.